# Дю Пре, Жаклин
Жакли́н Мари Дю Пре́ (в русских источниках иногда Дюпре, фр. Jacqueline Mary du Pré; 26 января 1945, Оксфорд — 19 октября 1987, Лондон) — британская виолончелистка. Офицер ордена Британской империи (OBE).

## Биография

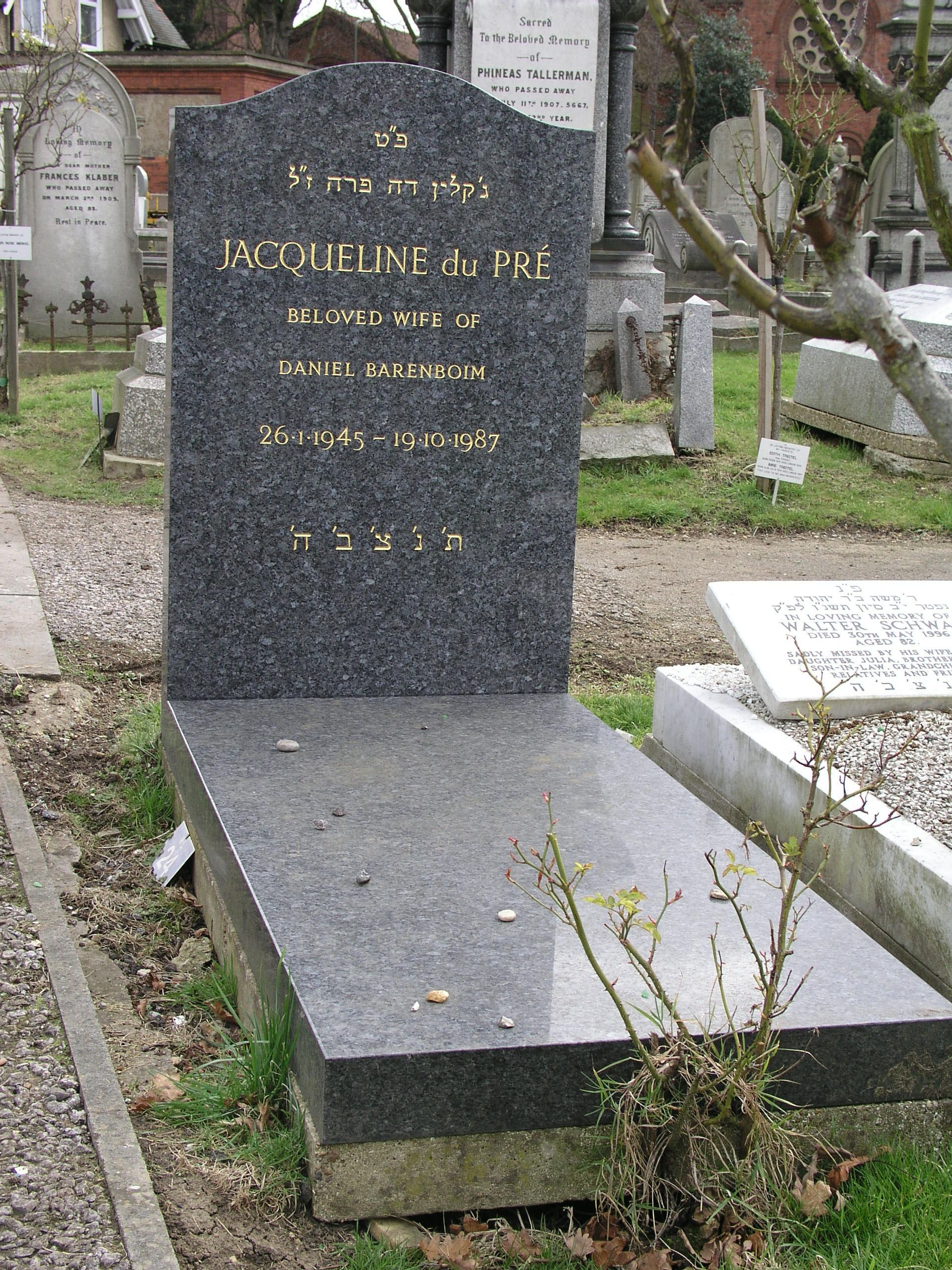
Могила Жаклин Дю Пре

Первоначально занималась музыкой с матерью — пианисткой, композитором и дирижёром Айрис дю Пре, затем в Лондонской виолончельной школе и в Гилдхоллской школе музыки у Уильяма Плита. Посещала мастер-классы Поля Тортелье, Пабло Казальса, Мстислава Ростроповича. Дебютировала в 1962 году, сыграв с симфоническим оркестром Би-Би-Си виолончельный концерт Эдварда Элгара, который много раз исполняла потом с разными оркестрами и дирижёрами — Джоном Барбиролли, Анталом Дорати. В 1966 году стажировалась в Москве под руководством Мстислава Ростроповича. В этот же год она намеревалась принять участие в Третьем Международном Конкурсе П.И.Чайковского в Москве, но М.Ростропович её отговорил, обосновав это тем, что Жаклин сформировавшаяся виолончелистка мирового уровня, и, приняв участие в конкурсе, она гарантированно получит первую премию, что лишает конкурс интриги, а более молодых музыкантов воли к соревнованию. В итоге Жаклин не стала подавать заявку на участие, а Первую премию завоевала Карине Георгиан. 
В 1967 году вышла замуж за израильского пианиста и дирижёра Даниэля Баренбойма, с которым многократно выступала. Её инструментом в те годы была виолончель Страдивари, некогда принадлежавшая К. Ю. Давыдову. Играла с лучшими оркестрами Европы и США под руководством Адриана Боулта, Зубина Меты, Леонарда Бернстайна и др., блистательно исполняя И. С. Баха, Генделя, Гайдна, Бетховена, Шумана, Брамса, Дворжака, Рихарда Штрауса, Бриттена, Элгара.
С 1971 года начала испытывать проблемы со здоровьем, в 1973-м врачи поставили ей диагноз «рассеянный склероз». Играть больше она не могла и после 1973 года не выступала на сцене, не записывала дисков.

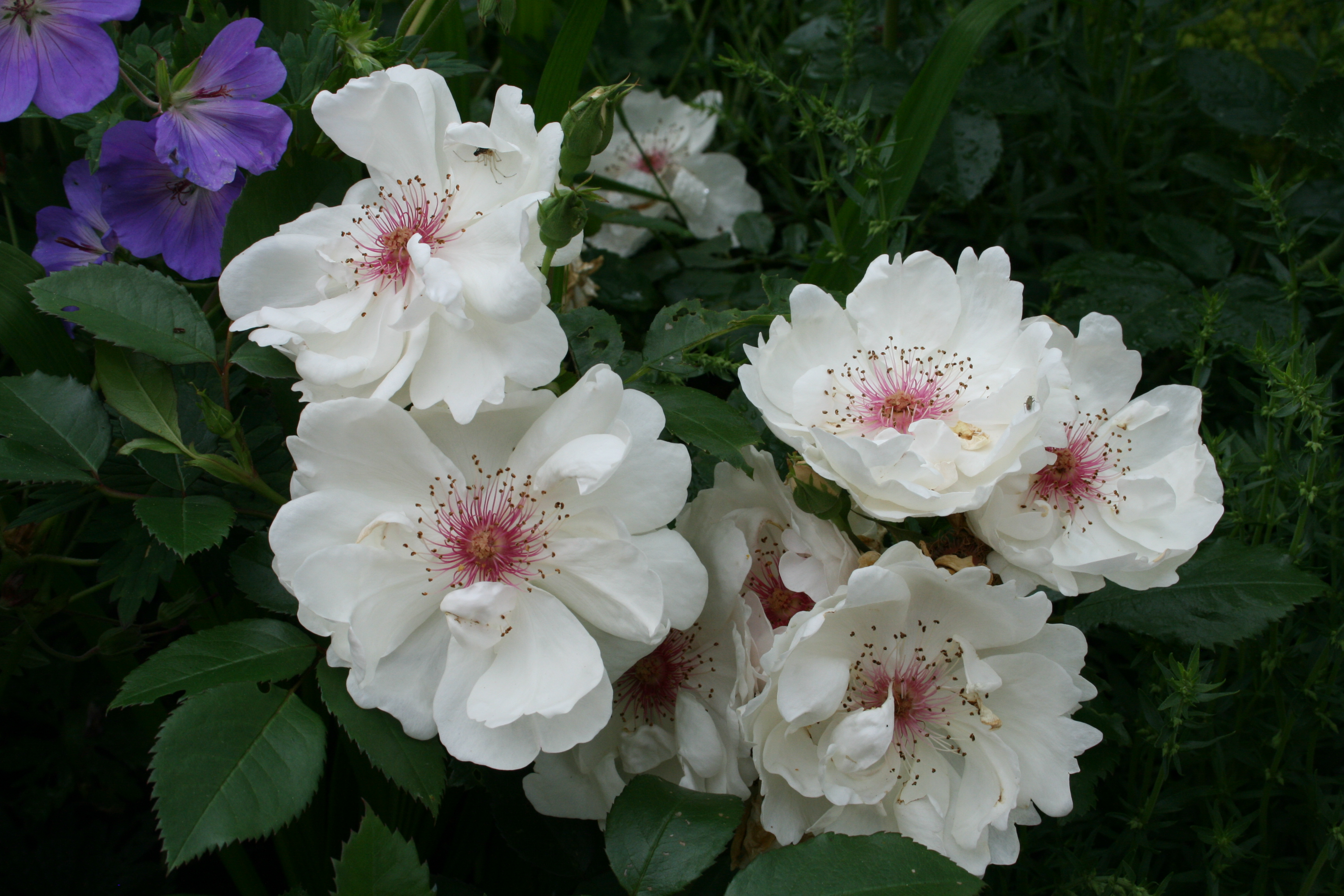
Роза 'Jacqueline du Pre'

## Признание
О Жаклин дю Пре снято несколько документальных лент, например «Вспоминая Жаклин дю Пре» (1994), а также художественный фильм «Хилари и Джеки» (1998), вызвавший противоречивую реакцию описанием частной жизни виолончелистки. Именем дю Пре назван один из сортов роз и клематис.
Введена в Зал славы журнала Gramophone.